# 藤本一郎 (実業家)
藤本 一郎（ふじもと いちろう、1909年1月21日 - 1998年8月27日）は、日本の経営者。川崎製鉄社長、会長を務めた。

## 経歴
和歌山県新宮市出身。1928年に東京帝国大学工学部冶金学科を卒業し、同年に川崎造船所に入社。1950年8月に川崎製鉄に転じ、1953年10月に取締役に就任し、常務、専務を経て、1964年6月に副社長に就任した。1966年7月に社長に昇格し、1977年6月には会長に就任し、1981年6月から相談役を務めた。社長在任時には、千葉製鉄所や水島製鉄所などの臨海大型製鉄所の建設と溶鉱炉の大型化を推進し、1974年にはブラジルにツバロン製鉄を設立し、川崎製鉄の基盤を築いた。
日本鉄鋼協会会長も務めた。
1971年4月に藍綬褒章を受章し、1979年11月に勲一等瑞宝章を受章した。
1998年8月27日、脳梗塞のために兵庫県西宮市の病院で死去。89歳没。